# Argyris Pedoulakis
Argyris Pedoulakis (nacido el 26 de mayo de 1964 en Atenas) es un exjugador y entrenador griego de baloncesto. En la actualidad ejerce como entrenador del Panathinaikos BC.

## Carrera deportiva
Es un entrenador con una gran experiencia en la Liga griega. En 2012, llegó a Panathinaikos hasta que fue destituido en abril de 2014, después de que su equipo perdiera frente al Laboral Kutxa. En su primera etapa el Panathinaikos logró el doblete de Liga y Copa en 2013 y ganó 7 de los últimos 8 partidos disputados al Olympiacos. 
Después dirigiría a un Unics Kazán ruso plagado de estrellas en una experiencia poco satisfactoria: fue cesado en noviembre de 2014 pocos meses después de ser fichado.
En 2016, vuelve a Panathinaikos como sustituto de Sasha Djorjevic.

## Trayectoria
- 1995–1997 Peristeri BC (asistente)
- 1997–2004 Peristeri BC
- 2004–2005 Makedonikos
- 2005–2006 Panellinios
- 2007–2008 Rethymno Aegean
- 2008 PAOK
- 2010 AEK
- 2010–2012 Peristeri BC
- 2012–2014 Panathinaikos
- 2014 UNICS
- 2016 Panathinaikos
- 2018–2019 Peristeri BC
- 2019–presente Panathinaikos